# Yahir (álbum)

## Lista de canciones
| Yahir |                         |          |  |
| N.º   | Título                  | Duración |  |
| 1.    | «Alucinado»             | 5:04     |  |
| 2.    | «Carnaval»              | 3:41     |  |
| 3.    | «Aguantalas Corazón»    | 3:48     |  |
| 4.    | «Ellas»                 | 3:54     |  |
| 5.    | «Déjame»                | 3:41     |  |
| 6.    | «Noches Como Esta»      | 4:21     |  |
| 7.    | «Si Me Miras Así»       | 3:26     |  |
| 8.    | «Tú Piel»               | 3:39     |  |
| 9.    | «En Cualquier Instante» | 3:51     |  |
| 10.   | «Yo Soy»                | 4:17     |  |
| 11.   | «Regresa A Mí»          | 2:23     |  |

## Videos
- 2003 - Alucinado

- Datos: Q25411714